# Juvigny-sur-Orne
 Juvigny-sur-Orne  es una población y comuna francesa, situada en la región de Baja Normandía, departamento de Orne, en el distrito de Argentan y cantón de Argentan-Est.

## Demografía
| 64 | 42 | 44 | 50 | 65 | 71 |
| Para los censos de 1962 a 1999 la población legal corresponde a la población sin duplicidades (Fuente: INSEE [Consultar]) |    |    |    |    |    |